# Kansai-ben
Le Kansai-ben (関西弁) est un dialecte du japonais utilisé par les habitants de la région du Kansai (関西地方, Kansai-chihō), appelée officiellement région de Kinki (近畿地方, Kinki-chihō).

## Principe
Principalement d'ordre parlé, ce dialecte se caractérise par plusieurs modifications notables du japonais dit académique (標準語, hyōjungo). Il est parlé dans la région du Kansai, à savoir Ōsaka, Kōbe et Kyōto.

## Caractéristiques phonétiques

### Mots contractés
Les mots du japonais sont raccourcis, par exemple :
- yoku (よく) signifiant « bien, bon » devient yō (よう) ;
- chigau (違う) signifiant « c'est différent (pour une situation) » devient chau (ちゃう) ;
- omoshiroi (面白い) signifiant « intéressant, drôle » devient omoroi (おもろい).

### Affaiblissement dusenh
- Ikimasen (行きません) signifiant « ne va pas, il ne faut pas » devient ikimahen (行きまへん).
- Suffixes des noms, comme Yamada-san (山田さん) devenant Yamada-han (山田はん).

### Copule de fin de phrase
- La copule finale da (だ) devenant ya (や).

### Abrègement des voyelles longues en fin de phrase
- Sō da (そうだ) signifiant « c'est cela, c'est ainsi » devient soya (そや) ;
- Ikō (行こう) signifiant « allons-y » devient iko (行こ).

### Allongement des voyelles brèves en fin de mot
À l'inverse du point précédent, on trouve des mots finissant par des voyelles rallongées.
- Te (手) signifiant « main » devient tee (手え).
- Ki (木) signifiant « arbre » devient kii (木い).

### Remplacement des consonnes géminées par une modification de quantité ou de timbre vocalique
- Tsukatte (使って) signifiant « utiliser » devient tsukōte (つこうて).
- Shimatta (しまった) signifiant « zut ! , flûte ! » devient shimota (しもた).
- Janai (じゃない) signifiant approximativement « ce n'est pas » devient yanai (やない).

### Amuïssement duifinal des mots de qualité avec allongement compensatoire de la voyelle précédente (très oral)
- Atsui (暑い) signifiant « chaud » devient atsū (あつ〜).
- Omoroi (おもろい) signifiant « intéressant, amusant » (déjà remplaçant de omoshiroi [面白い] en japonais) devient omorō (おもろ〜).

## Grammaire
Plusieurs modifications de la grammaire, reflets des points précédemment évoqués, se retrouvent dans la construction des formes verbales.

### Négation
La négation comporte un niveau supplémentaire de complexité, en effet elle peut être obtenue en utilisant la forme a-mizenkei (normale) ou la forme e-mizenkei (particulière). On peut entraîner une confusion avec la forme e-mizenkei car elle peut être entendue comme négation simple ou potentiel négatif.
Le son nai (ない) marquant la négation est transformé en hen (へん). On peut trouver également la négation marquée par hin (ひん).

#### Formea-mizenkei(未然形)
- Yomanai (読まない) signifiant « ne lit pas » est transformé en yomahen (読まへん).
- La négation du verbe aru (ある) signifiant « être, exister », écrite nai (ない) en japonais devient arahen (あらへん).

#### Formee-mizenkei
- Kaenai (買えない) est transformé en kaehen (買えへん), il signifie « n'achète pas » ou « ne peut pas acheter ».
- Yomenai (読めない) est transformé en yomehen (読めへん), il signifie « ne lit pas » ou « ne peut pas lire ».
- Tabenai (食べない) est transformé en tabehen (食べへん), il signifie « ne mange pas ».
- Akiramenai (諦めない) signifiant « ne pas abandonner » est transformé en akiramehen (諦めへん).

#### Formei-mizenkei
- Minai (見ない) est transformé en miihen (みーへん) ou miihin (みーひん), il signifie « ne voit pas » ou « ne regarde pas ».
- Inai (居ない) est transformé en iihin (いーひん), il signifie « être absent » ou « n'existe pas ».

#### Négation dekuru(来る) etsuru(する)
La négation de kuru signifiant « venir » est très variée selon les régions.
- La ville de Kyoto : kiihin (きーひん), kiyahen (きやへん).
- Le sud de la ville d'Ōsaka : keehen (けーへん), kiyahen (きやへん).
- Hors de la ville d'Ōsaka : kōhen (こーへん).
- L'ouest de Kobe : kōhen (こうへん), kon (こん), kiyahen (きやへん).
- Le centre de Shiga : kiyashin (きやしん), kiihin (きーひん), kōhen (こーへん).
- L'est de Harima (Akashi et Takasago) : kōhen (こーへん), kon (こん).
- Le sud de la préfecture de Kyoto : kiihin (きーひん), keehen (けーへん).
- L'ouest de Harima : kon (こん), kōhen (こーへん).
- Owari : kon (こん), kōsen (こーせん), koesen (こぇせん), kōhen (こーへん).
- L'est de Kobe : koehen(こえへん), kōhen (こーへん).
- Takatsuki : kiihin (きーひん), kōhen (こーへん), keehen (けーへん).

La négation de suru signifiant « faire » est aussi variée :
- seehen (せーへん), shiihin (しーひん), shiyahen (しやへん), seyahen (せやへん), shin (しん), sen (せん), senu (せぬ).

#### Négation des mots de qualité
- Atsukunai (熱くない) signifiant « ne pas être chaud » est transformé en atsunai (あつない).

### Forme accomplie (passé)
La forme finale des verbes à la forme accomplie -ta (た) ou à la forme accomplie -tanda (たんだ) composée du marqueur de temps (ta + n + da) (た + んだ) à valeur implicative est transformée en -ten (てん).
- Mita (見た) signifiant « vu » est transformé en miten (見てん).
- Shita (した) signifiant « fait » est transformé en shiten (してん).

### Forme progressive
La forme progressive -ている peut se faire de plusieurs manières différentes en Kansai-ben.

#### Flexion deiru(いる) enoru(おる)
Le suffixe -teiru (-ている) devient -teoru (-ておる), plus généralement contracté en -toru (-とる). Oru (おる) est un verbe de déférence (politesse) en japonais, son usage sous cette forme hors de la région du Kansai a donc toutes les chances de s'avérer incorrect.
- Exemple : nani wo shiteiru (何をしている) signifiant « que faites-vous ? » devient nani wo shitor) (何をしとる).

#### Flexion deteiru(ている) entennen(てんねん)
Exemple : nani wo shiteiru (何をしている) signifiant « que faites-vous ? » devient nani wo shitennen (何をしてんねん).

#### Cas particulier à Kyôto
On peut trouver à Kyōto une autre forme où l'on remplace teiru (ている) par ton (とん).
- Exemple : nani wo shiteiru (何をしている) signifiant « que faites-vous ? » devient nani wo shiton (何をしとん).

#### Cas particulier à Hyôgo (兵庫)
On peut trouver dans la préfecture de Hyôgo (兵庫県) une autre forme où l'on remplace teiru (ている) par tō (とう) ou yō (よう).
- Exemple : nani wo shiteiru (何をしている) signifiant « que faites-vous ? » devient nani shitō (何しとう) ou nani shiyō (何しよう) ou nani shō (何しょう).

- Exemple (attention, forme très orale et abrupte) : nani yatteiru (何やっている) signifiant « que faites-vous ? » devient nani yattō (何やっとう) ou nani yariyō (何やりよう) ou nani yanjō (何やんじょう).

### Expression du don

#### Donner
Le suffixe -te agete (てあげて) exprimant le fait d'offrir une action, se contracte en -tatte (たって).
- Exemple : hon wo yondeagete (本を読んであげて) signifiant « (faire l'action de) lire un livre » devient hon o yondatte (本を読んだって).

Le suffixe -te yari (てやり) se contractant en -tari (たり, plus pour une demande) ou -tare (たれ, plus pour une commande).
- Exemple : okaasan ni sono tegami wo kashiteyari na (お母さんにその手紙を貸してやりな) signifiant « Donne cette lettre à ta mère, d'accord ? » devient okaasan ni sono tegami o kashitariya (お母さんにその手紙を貸したりや).

Le suffixe -te yaru (てやる) se contractant en -taru (たる) ou -taro (たろ).
- Exemple : boku ga shukudai no naiyou wo itteyaru yo (僕が宿題の内容を言ってやるよ) signifiant « Je vais lui dire ce qu'est le devoir » devient boku ga shukudai no naiyou wo yūtaru wa (僕が宿題の内容をゆうたるわ).

Dans cet exemple, le mot verbal iu (言う) est remplacé par yū (ゆう), il se trouve sous cette forme même à l'écrit dans le Kansai-ben.
À noter que si yaru en japonais sert plutôt à s'adresser à une personne d'un rang très inférieur à soi ou à un animal, il s'emploie ici de manière égalitaire. Son usage est donc à considérer prudemment hors du Kansai pour ne pas offenser son interlocuteur.

#### Recevoir
Le suffixe -morau (もらう) est remplacé par -morota (もろた).
- Exemple : hon wo kattemoratta (本を買ってもらった) signifiant « on m'a acheté un livre » devient hon wo kōtemorota (本を買うてもろた).

### Impératif
La forme impérative est comme toujours à utiliser avec prudence et parcimonie.
- Exemple : ore no hanashi wo kike (俺の話を聞け) signifiant « écoute ce que j'ai à dire ! » devient ore no hanashi wo kikii (俺の話を聞きぃ).

## Vocabulaire particulier auKansai-ben
- Akantare (あかんたれ) : ce qui manque de caractère.
- Ate (あて) : amuse-gueule
- Amechan (あめちゃん) : bonbon
- Irachi (苛らち) : ce qui est coléreux
- Oshipin (押しピン) : punaise
- Chari (チャリ) : bicyclette
- Kashiwa (かしわ) : poulet
- Yaito (やいと) : moxa
- Sabuibo (さぶいぼ) : (avoir) la chair de poule
- Inu (いぬ) : partir, rentrer
- Ichibiru (いちびる) : s'enorgueillir
- Ezuku (えずく) : vomir
- Naosu (なおす) : remettre à sa place
- Hokasu (ほかす) : abandonner
- Iteru (凍てる) : se glacer
- Bochibochi (ぼちぼち) : petit à petit
- Makudo (マクド) : abréviation de McDonald's. À Tokyo, makku (マック)
- Mebachiko (めばちこ) : onglet
- Shindoi (しんどい) : être fatigué
- Donkusai (どんくさい) : être lourdaud
- Ikezu (いけず) : méchant

## Expressions typiques
- (Maido) ōkini (毎度おおきに) signifiant « merci (pour chaque fois que vous venez) » (au lieu de arigatō [ありがとう]) est sans doute l'expression typique que l'on entend le plus lorsque l'on visite la région.

Typique à Ôsaka et très répandu chez les personnes âgées :
- mōkarimakka (儲かりまっか) signifiant « comment ça va ? » (littéralement : « faites-vous des bénéfices ? ») ;
- bochi bochi dennaa (ぼちぼちでんなぁ) signifiant « ça va » (littéralement : « comme ci comme ça ») ;
- nanbo (なんぼ) signifiant « combien ça coute ? » (au lieu de ikura [いくら]) ;
- akan (あかん) signifiant « impossible, ça ne va pas » (au lieu de muri [無理]). Typiquement, le standard muri dana (無理だな) devient akan na (あかんな). Akantare (あかんたれ) signifiant ce qui manque de caractère ;
- kettai (ケッタイ) signifiant « étrange, bizarre » (au lieu de hen [ヘン]).

## Exemple
Un exemple de conversation entre deux femmes de Kyoto enregistré en 1964 : 

| Dialecte de Kyoto | Japonais standard | Français |
| --- | --- | --- |
| Daiichi, anta kyoo nande? Monossugo nagai koto mattetan e.                                                                                             | Daiichi, anata kyoo nande? Monosugoku nagai koto matteita no yo. | Tout d'abord, aujourd'hui, toi... que s'est-il passé ? J'attends depuis très longtemps. |
| Doko de? | Doko de? | Où? |
| Miyako hoteru no ue de. Ano, robii de. | Miyako hoteru no ue de. Ano, robii de. | À l'étage de l'hôtel Miyako. Dans le hall d'entrée. |
| Iya ano, denwa shitan ya, honde uchi, goji kitchiri ni.                                                                                                | Iya ano, denwa shitan da, sorede watashi, goji kitchiri ni. | J'ai appelé, juste à 17 heures. |
| Okashii. Okashii na. | Okashii. Okashii na. | C'est étrange. N'est-ce pas? |
| Hona tsuujihinkattan ya. | Jaa tsuujinakattan da. | Et je n'ai pas pu aboutir. |
| Monosugo konsen shiteta yaro. | Monosugoku konsen shiteita desho. | Le téléphone ne s'est pas connecté. |
| Aa soo ya. | Aa soo da yo. | Oui. |
| Nande yaro, are? | Nande daroo, are? | Je me demande pourquoi? |
| Shiran. Asoko denwadai harootaharahen no chaunka te yuutetan e. Ookii shi.                                                                             | Shiranai. Asoko denwadai o haratteinain janainoka tte itteita no yo. Ookii shi.                                                                                      | Je ne sais pas. « Peut-être qu'ils n'ont pas payé le téléphone », ai-je dit. Parce que c'est un grand établissement.                                                                                               |
| Soo ya. Mattemo mattemo anta kiihin shi, moo wasureteru shi, moo yoppodo denwa shiyo kana omotan ya kedo, moo chotto mattemiyo omotara yobidasahattan. | Soo da yo. Mattemo mattemo anata konai shi, moo wasureteiru shi, moo yoppodo denwa shiyoo kana to omottan da kedo, moo chotto mattemiyoo to omottara yobidashita no. | Oui. Même après avoir attendu longtemps, tu n'es pas venu, j'ai pensé que tu avais oublié, j'ai donc envisagé de t'appeler, mais au moment où j'ai décidé d'attendre encore un peu, le personnel a appelé mon nom. |
| Aa soo ka. Atashi. Are nihenme? Anta no denwa kiitan.                                                                                                  | Aa soo. Watashi. Are nidome? Anata ga denwa o kiita no. | C'est le cas ? Je... C'est la deuxième fois que tu as entendu parler du téléphone ? |
| Honma... Atashi yobidasaren no daikirai ya. | Honto.... Watashi yobidasareru no daikirai da. | Vraiment, je déteste qu'on prononce mon nom. |
| Kan'nin e. | Gomen ne. | Désolé. |
| Kakkowarui yaro. | Kakkowarui desho. | C'est gênant, n'est-ce pas ? |